# Lukács László (piarista szerzetes)
Lukács László (Budapest, 1936. július 31. – Budapest, 2023. február 25.) magyar piarista szerzetes, teológus, irodalomtörténész, szerkesztő, középiskolai és főiskolai tanár.

## Életútja
Apai ágon erdélyi örmény eredetű, katolikus erzsébetvárosi Lukács családból származik, amely 1762-ben Mária Teréziától kapott nemességet. Édesapja gyermekorvos volt. Tanulmányait 1946-tól, az általános iskola 5. osztályától a budapesti piarista iskolában folytatta, amelyhez akkortól általános iskolai tagozat is tartozott. Két éven át Kovács Mihály, a kiváló fizikus és cserkészvezető volt az osztályfőnöke. 1948-ban az iskolát államosították, majd amikor 1950-ben négyosztályos gimnáziumként megnyílt, az I. gimnáziumi osztályt ismét Kovács Mihály alatt kezdte meg.
Az érettségi után, 1954. augusztus. 27-én lépett be a piarista rendbe. Felsőfokú tanulmányokat a Kalazantinum piarista hittudományi főiskolán, a Hittudományi Akadémián, valamint az Eötvös Loránd Tudományegyetemen végzett, ahol 1963-ban magyar–angol szakos középiskolai tanári oklevelet, majd 1965-ben irodalomtudományi doktorátust szerzett. 1959. augusztus 28-án tett szerzetesi örökfogadalmat, és 1961. március 18-án szentelték pappá.

### Kecskeméten
1963-tól a kecskeméti piarista gimnáziumban tanított és diákotthoni nevelőtanárként működött. 1967-től a diákotthon igazgatóhelyettese, 1975-től pedig a gimnázium igazgatója lett. Több mint két évtizedes kecskeméti tevékenysége során jelentős szerepe volt abban, hogy a kommunista hatóságok által szigorúan ellenőrzött, zárt oktatási intézményből pezsgő szellemi központ lett.
1971-ben személyes vezetésével, nyugati pénzadományokból, a tanárok és a diákok saját munkájával épült föl az iskola ebédlője, amelynek különálló épülete színházi és egyéb előadásoknak is otthont adhatott. Később nagyrészt az ő érdeme volt a gimnázium  és a diákotthon berendezéseinek megújítása. Utóbbit 1983-ban Perczel Dénes tervezte.
Fiatal tanártársaival, Borián Tiborral és Takáts Ervinnel együtt irányították az iskola irodalmi színpadát, és új, modern felfogású előadások sorát mutatták be. Ő állította össze, illetve írta az 1966-ban bemutatott modern passiójátékot, az 1968-as „A modern ember és Krisztus szenvedése” című nagyböjti ájtatosságot, valamint azt a népi játékot, amelyet 1974. május 2-án a Kecskemétre látogató Ángel Ruiz piarista generális előtt játszottak.
Az iskolán kívül is sokfelé mondott szentbeszédeket, vezetett lelkigyakorlatokat. Fölkészültsége és igényessége hamar közkedveltté tette. Az 1970-es évek végén már nemcsak templomokba vagy papi továbbképzésekre hívták, hanem a Bács-Kiskun megyei Művelődési Központban is tartott irodalmi előadásokat. Az 1980-as évek elején – bár a Piarista Diákszövetség hivatalosan nem működhetett – a gimnázium volt diákjai havonta (minden hónap 15-én) összegyűltek, hogy meghallgassák egy-egy előadását. Ugyanakkor megszervezte a „Piarista Húsvétot” is, amely azt jelentette, hogy a Szent Három Napra akár 100-200 fiatal gyűlt össze (1988-ban 270-en voltak) a húsvéti szünet miatt üresen álló piarista diákotthonba. Esténként a templomban együtt vettek részt a liturgián, napközben pedig lelki ráhangoló előadásokat hallgattak piarista teológusoktól és meghívott vendégektől (Fila Béla, Bartha Dénes stb.). A nyári szünet elején, júniusban is rendszeresen szervezett ifjúsági lelkigyakorlatokat, hasonlóan nagyszámú résztvevővel. 1989-ben meghívására Jean Vanier tartott lelkigyakorlatot 350 bejelentett résztvevővel.
Igazgatóként a rendtartomány vezetésébe is bekapcsolódott. Az 1976-ban (33 évnyi szünet után) ismét megtartott tartományi káptalanon asszisztenssé választották. Később még négyszer választották újra erre a tisztsége, amelyet 1976–1988, valamint 1995–1999 között töltött be. 1979-ben a magyar rendtartomány képviseletében, vokálisként vett részt a rend Rómában tartott egyetemes káptalanján.
Eközben egyre komolyabban foglalkozott a teológiával. A katolikus gimnáziumok számára ő állította össze az Alapvető hittan jegyzetet, amely az 1975-től engedélyezett tankönyvsorozat második darabja volt, és 1979-ben jelent meg. 1983/1984-ben a Hittudományi Akadémián hallgatott órákat (miközben a gimnáziumban Ruppert József rendtársa helyettesítette), és teológiai doktori fokozatot szerzett.

### Budapesten
1984 áprilisában Lékai László bíboros megbízta a Vigilia folyóirat szerkesztésével, amelynek tulajdonosa akkor az Actio Catholica volt. A bíboros kérésének megfelelően a piarista rendtartomány vezetése fölmentette kecskeméti igazgatói tisztségéből, és a budapesti piarista gimnázium tanárának nevezte ki.
Budapesten öt évet (1989-ig) tanított a gimnáziumban (elsősorban angol nyelvet), miközben a teológia tanításába is bekapcsolódott a Kalazantinum Hittudományi Főiskolán. 1985-ben Jelenits István tartományfőnök megbízásából átvette rendtársától és egykori tanárától, Előd Istvántól az alapvető hittan (theologia fundamentalis) tanítását, majd 1987-ben az intézmény igazgatását is, és ugyanakkor a dogmatika tanára lett.
Az 1989/1990. évi rendszerváltozás mind a teológia tanításában, mind a katolikus sajtóban fontos változásokat hozott számára. A Kalazantinum diákjainak létszáma megnőtt, mert több újraindult szerzetesrend is oda küldte növendékeit, majd pedig nyilvánvalóvá vált, hogy a megfelelő tudományos színvonal fönntartása csak az addigi szerzetesi teológiai főiskolák egyesítésével lehetséges. Végül a bencés, ferences és a piarista rend vezetői 2000-ben együtt létrehozták a Sapientia Szerzetesi Hittudományi Főiskolát. A tanítás 2000 szeptemberében a piaristák Duna-parti épületének néhány tantermében kezdődött, majd 2003 januárjától ugyanott, az erre a célra felújított épületrészben folyt tovább. A főiskola első főigazgatója Lukács László lett. 2008-ig vezette az intézményt, a felsőoktatási törvény változása miatt 2006-tól már rektorként. Ugyanakkor 2003 és 2009 között a Dogmatika Tanszéket is vezette, és folyamatosan tanított, egészen 2015-ig. Azt követően a főiskola emeritus professora lett.
A Vigilia a kommunista diktatúra évei alatt mindvégig a hatalomtól független, katolikus vagy a katolikus egyházzal szimpatizáló gondolkozók menedékhelye volt, majd Lukács László szerkesztésében, 1984-től egyre inkább az új teológiai, filozófiai és irodalmi gondolatok kísérleti műhelye lett. Emiatt a rendszerváltás idején ő maga további fontos feladatokat kapott az átalakuló katolikus sajtó vezetésében. 1989-től irányítása alá került szinte az összes katolikus sajtótermék. Az Új Ember hetilapnak 1999-ig felelős szerkesztője és kiadója, a Magyar Kurír hírszolgáltatásának 1998-ig felelős kiadója volt. Ugyanebben az időben, egészen 2000-ig ő vezette  Magyar Püspöki Kar Tömegkommunikációs Irodáját is, így többek között kulcsszerepe volt II. János Pál pápa 1991. évi magyarországi látogatásának kommunikációs előkészítésében és megszervezésében. A Vigilia szerkesztését 2019 végén fejezte be; a következő évtől feladatát Görföl Tibor vette át.

## Egyéb tisztségek
- 1988–1993 a Nem Hívőkkel Folytatott Párbeszéd Pápai Bizottságának konzultora
- 1989–1996 a Katolikus Újságírók Nemzetközi Egyesülete (International Federation of Catholic Journalists, IFCJ) Európa Régiójának elnöke, 1998. jan. 1-től a Szentszék megbízásából egyházi asszisztense
- 1990–1993 a Nemhívők Pápai Tanácsának konzultora
- 1990-től a Világiak Pápai Tanácsának konzultora
- 1992–2010 között az Europäische Gesellschaft für Katholische Theologie és a Német Dogmatikusok és Fundamentálteológusok Társaságának tagja
- 1995–2007 a Tömegkommunikáció Pápai Tanácsának konzultora
- 1994-től a Magyar Akkreditációs Bizottság Teológiai Szakbizottságának tagja, 1997-től 2000-ig elnöke
- 2009-2012 között a La Comisión Permanente de las Escuelas Pías Europeas elnökségi tagja

## Tudományos fokozatok
- 1965. bölcsészdoktor (Eötvös Loránd Tudományegyetem) – PhD átminősítés 1995
- 1984. teológiai doktor (Hittudományi Akadémia, dogmatika, avatás 1984. jún. 20.) – PhD átminősítés 1997

## Díjak, elismerések
- 1990. St. John Catholic University, New York, díszdoktora[forrás?]
- 1991. Leopold Kunschak-díj
- 1995. Joseph Pulitzer-emlékdíj (a Vigilia szerkesztőségének)
- 1999. Kodály Zoltán közművelődési díj (Pro Renovanda Cultura Hungariae Alapítvány)[forrás?]
- 2011. Pro Urbe Budapest díj[4]
- 2019. A Magyar Érdemrend középkeresztje[5]
- 2020. Pro Cultura Christiana díj[6]
- 2023. február 24. a Sapientia Szerzetesi Hittudományi Főiskola Rector Emeritus címet adományozott neki.

## Művei

### Önálló kötetek
- Csináld magad! [önnevelési cikksorozat], in Új Ember 34(1978):1-51 passim. = Csináld magad!, Budapest, Vigilia, 2005 (Sapientia családpedagógiai füzetek, 3). – 157 pp.
- Alapvető hittan. Jegyzet a katolikus gimnáziumok használatára, Budapest, Katolikus Középiskolai Főhatóság, 1979
- Boldogok, akik házadban laknak. Szerzetesrendek Magyarországon, Szebeni András felvételeivel, Budapest, Corvina, 1987
- „Szívbéli szókkal”: Válogatás Lukács László Vigiliában megjelent írásaiból húszéves főszerkesztői jubileuma alkalmából, Vigilia 68(2004):június (különszám)
- Bozsóky Pál Gerő OFM–~~, De l'oppression à la liberté: L'Eglise en Hongrie, 1945–1992, Paris, 1993
- Bozsóky Pál Gerő OFM–~~, Az elnyomatásból a szabadságba: Az egyház Magyarországon 1945–2001, Budapest, 2005 – Lukács László a mű második, 1986 utáni korról szóló részét írta.
- Az Ige asztalánál. Szentírási elmélkedések a vasárnapi mise-olvasmányokról, Budapest, Vigilia Kiadó, 2009
- Az idők jelei nyomában. Jegyzetek, 1992-2010, Budapest, Kairosz, 2011
- Megismertem Isten szeretetét. Lukács László piaristával beszélget Juhász Ferenc, Budapest, Kairosz, 2014 (Miért hiszek?)
- Az igazság munkatársa. Joseph Ratzinger – XVI. Benedek pápa élete és műve, Budapest, Szent István Társulat, 2016

### Szerkesztések
- Innen és túl: Versek az Isten-kereső emberről szerk. ~ ~, Dékány Endre, Rónay László, kísérő tanulmány Sőtér István, Budapest, Vigilia, 1984.; 2. kiad. 1990; 3. kiad. 2005. – 795 pp.
- Virrasztók: A Vigilia ötven éve, szerk. ~ ~ és Rónay László, Budapest, Vigilia, 1985 (Vigilia-könyvek). – 638 pp.
- Öröktűz: Elbeszélések az Isten-kereső emberről szerk. ~ ~, Pomogáts Béla, Rónay László, Budapest, Vigilia, 1986 (Vigilia-könyvek). – 607 pp.
- Fohászok és vallomások: A világ legszebb imái összeáll. Christoph Einiger, a magyar változatot szerk. ~ ~, Budapest, Vigilia, 1988 [!1989] 543 pp.
- Antalóczi Lajos, Seregély István et al., Máriával Jézushoz, szerk. ~ ~, Budapest, Új Ember Kiadó, 1994. – 55 p.
- A katolikus dogmatika lexikona, szerk. Wolfgang Beinert, a magyar kiadást szerk. Görföl Tibor, ~ ~, Budapest, 2004
- Karácsony titka: A teológia és az irodalom tükrében, szerk. Puskás Attilával, Budapest, Vigilia, 2015
- Szent Vendel főpásztor, barmok patrónusa... Szent Vendel hitvalló tiszteletéről Németországban és Magyarországon; Szent István Király Múzeum, Székesfehérvár, 2018 (A Szent István Király Múzeum közleményei A. sorozat)

### Fordítások
- Thomas Merton, Hétlépcsős hegy, Budapest, Szt. István Társulat, 1981; 2. kiad. 1991; 3. kiad. 2004
- A Megnemismert felhője – Titkos tanácsok könyve, Budapest, Vigilia, 1987
- Thomas Merton, A csend szava: Válogatás műveiből, Budapest, Szt. István Társulat, 1983; 2. kiad. 1991; 3. kiad. 2001; 4. kiad. 2009. – 471 pp.
- C. S. Lewis, Viták és vallomások, Budapest, Szt. István Társulat, 1985
- Endó Súszaku, Némaság, Budapest, Szt. István Társulat, 1987
- Kathryn Spink, Roger testvér, Taizé alapítója, Budapest, Szent István Társulat, 1989
- C. S. Lewis, A fájdalom, Budapest, Harmat, 1992; 2. kiad. 2016. – 139 pp.
- C. S. Lewis, Az öröm vonzásában: Fiatalkorom, Budapest, Harmat, 1993; 2. kiad. 2007; 3. kiad. 2013. – 318 pp.
- Thomas Merton, A szemlélődés magvai, ford. Malik Tóth Istvánnal, Budapest, Ursus Libris, 2008. 2. kiad. 2014. – 277 pp.
- C. S. Lewis, Esszék a kereszténységről, Budapest, Harmat, 2014. – 70 pp.

### Fontosabb cikkek, tanulmányok
- Az egyház útkeresése a magyar válaszúton, in Katolikus szemle 41(1989)2/3. 140-150 = Földindulás Magyarországon?: Nézetek és elemzések: 31. Magyar Pax Romana Kongresszus, 1989 március 27 – április 1., Reichenau – Németország, szerk. Békés Gellért és Horváth Árpád, Róma, 1989, 52-62.
- Keresztény szemmel, in Pulitzer-antológia (1989/1999), 175-182.
- Egyházunk a rendszerváltás után, in A katolikus egyház Magyarországon, szerk. Somorjai Ádám és Zombori István, Budapest, 1991, 83-89.
- Milyennek láthatott minket a pápa?, in Vigilia 57(1992), 486-492.
- Közösségben Istennel, egymással, in Theologia 29(1995):4, 200-208.
- A „Sapientia”: Régi-új teológiai főiskola szerzeteseknek, in Távlatok 47(2000), 109-113.
- A lelkipásztorkodás szakrális és spirituális alapjai, in Útjaidon: Ünnepi kötet Jelenits István 70. születésnapjára, szerk. Bazsányi Sándor et al., Budapest, 2002, 117-124.
- Szakramentális kommunikáció az üdvrendben, in A Szent Titok vonzásában: A hetvenéves Fila Béla köszöntése, szerk. Puskás Attila, Budapest, 2003, 189-207.
- A nevelés lehetőségei és feladatai a 21. századi Európában, in Szétosztott teljesség: A hetvenöt éves Boór János köszöntése, szerk. Mártonffy Marcell és Petrás Éva, Budapest, 2007, 317-328.
- Adalékok a mai keresztény nevelés feladataihoz, in Heggyel az ég egybemosódik: Ünnepi kötet Korzenszky Richárd 70. születésnapjára, Tihany, 2011, 163-178.
- A Ferenc pápa-jelenség, in A bravúr kötelező : a budapesti Piarista Gimnázium 1950 és 1991 közötti diákjainak emlékkönyve, szerk. Felsővályi Ákos, Piarista Gimnázium, Budapest, 2021, 281-291.